# Съдбата на поета
„Съдбата на поета“ (на руски: Судьба поэта) е съветски филм от 1959 година. Премиерата му е през юни 1959 година в Душанбе, а в Москва на 28 септември.

## Сюжет
Филмът разказва историята на знаменития персийски средновековен поет Абу Абдалах Рудаки (Марат Арипов). Той твори своите произведения в двора на емир Наср II (Шамси Джураев) и се ползва с неговото доверие. В този период Рудаки се влюбва в робинята на военачалника Сахл Бен Мансур (Мухаммеджан Касъймов), Нигина (Дилбар Касъймова). Първоначално Сахл Бен Мансур се съгласява да отдаде своята робиня на Рудаки, но впоследствие го измамва и убива Нигина. След смъртта на Наср II емир става неговия син Нух. Той заповядва да ослепят поета. Въпреки всичко Рудаки продължава да твори стихове и да ги преподава на своите ученици.

## В ролите
- Марат Арипов като Абу Абдалах Рудаки
- Нозукмо Шомансурова като Робия
- Махмуд Тахири като Мадж
- Дилбар Касъймова като Нигина
- София Туйбаева като Малика
- Шамси Джураев като емир Наср II
- Мухаммеджан Касъймов като Сахл Бен Мансур

## Награди
- Награда за най-добър филм от Международния кинофестивал на страните от Азия и Африка в Кайро, Египет през 1960 година.
- Медал Златен орел от Международния кинофестивал на страните от Азия и Африка в Кайро, Египет през 1960 година.
- Почетна диплома от Всесъюзния кинофестивал в Минск през 1960 година.